# Vegetia dewitzi
Vegetia dewitzi är en fjärilsart som beskrevs av J. Peter Maassen och Gustav Weymer 1886. Vegetia dewitzi ingår i släktet Vegetia och familjen påfågelsspinnare. Inga underarter finns listade i Catalogue of Life.